# 无厘头文学
無厘頭文學是一種文學作品體裁，這種文學作品中的文字，一部分有邏輯性，而另一部分的文字沒有邏輯性，看上去沒邏輯性的文字有點像是在胡言亂語、廢話以及毫無意義。